# 海伦·福斯特·斯诺
海伦·福斯特·斯诺（英語：Helen Foster Snow，1907年9月21日—1997年1月11日），生于美国犹他州锡达城。美国新闻记者、女作家、社会活动家、工合创始人，埃德加·斯诺的发妻，笔名是尼姆·威尔斯（Nym wales）。

## 生平
1907年，海伦出生于美国犹他州锡达城的一个律师家庭。其家族因为密苏里州颁布对摩门教徒的「灭绝令」，为逃避迫害跋涉1300英里来到犹他州。海伦在盐湖城读高中。母亲汉娜·戴维斯·福斯特（Hannah Davis Foster）教海伦采访亲戚，给他们拍照，并询问他们的生活故事，学会了如何成为一名记者。
1931年夏，海伦从犹他大学通过文职人员考试，立志成为一名作家，按照美国著名女作家伊迪丝·华顿在书中的说法：“你必须到国外去，至少待上一年，形成你的观点，再去写作你自己的美国小说”，受美国女作家赛珍珠描述一个中国农民家庭兴衰的作品《大地》影响，引起了对中国的浓厚兴趣，获得了美国驻上海总领事馆文书和总领事柯銀漢的社交秘书的工作，同时兼任斯克里普斯──菲尔德报业联合会的通讯员，乘坐“林肯总统号”邮轮来华，8月1日抵达上海。随身携带E·卡恩的《中国通货》阅读。到上海的当天，拜会了在《密勒氏评论报》任编辑和旅游记者的埃德加·斯诺时，海伦拿出自己做的一大本斯诺的报道文章的剪报。海伦曾写道：“在上海，几乎只有埃德加·斯诺是乐于同我谈论中国人，谈论中国问题的人”“无论从哪个角度看，埃德加是同我的观点一致的仅有的一个人”“是我遇到的唯一和我志同道合、情趣相投的人。”海伦的写作工作一度就是报道“白银取代黄金作为通货本位的优越性”，并写了许多关于白银、美元的稿件在美国发表。报道了1931年8月25日一个台风袭击上海造成严重灾害。到中国仅一个多月，以驻外记者的身份的报道了九一八事变爆发，描述她所看到的悲惨景象。一·二八淞沪抗战，海伦在生平亲历的第一场战争中“成为全世界唯一的女战地记者”，冒着弥漫的战火硝烟，到蔡廷锴将军的司令部和第十九路军前线实地采访，报道了中国军民奋起抵抗的事迹。
1932年在上海结识了宋庆龄和鲁迅，并成为好朋友。海伦说宋庆龄、鲁迅“他们就像磁石一样吸引着我们。他们使我们明白如何去研究中国社会，怎样去认识错综复杂的中国问题。我们从他们身上发现了东方的魅力，看到了中国的希望。”
1932年12月圣诞节，与埃德加·斯诺在东京的美国驻日大使馆结婚。婚后，1933年初春，斯诺作为统一新闻协会驻北平代表，两人定居北平煤渣胡同21号。1934年斯诺应邀到燕京大学新闻系任客座讲师，担任新闻撰述学、旅行通讯等课程的教学，以每月40美元租住海淀军机处8号院（今北京大学西南门一带）。1934年至1935年，海伦在燕京大学学习哲学。斯诺夫妇与在北平的费正清、赛珍珠等都是朋友，同时和中国的进步人士、青年作家、爱国学生保持着密切的联系。燕京大学的张兆麟、陈翰伯、黄华、龚普生、李敏，清华大学的姚依林、黄敬、陆璀与东北大学的宋黎、燕京大学新闻系的外籍学生贝特兰等学生陆续聚集在斯诺家活动。海伦开始学习和研究中国历史、文学、艺术、哲学，同时兼任《密勒氏评论报》驻北平的通讯员和书评员，并定期给纽约出版的《亚洲》杂志撰稿介绍中国现代艺术和文学作品，并把中国左翼画家的作品寄到欧洲展出。斯诺在海伦的协助下，以及北方左联的杨刚、萧帮助下，编译了《活的中国——现代中国短篇小说选》（Living China——Modern Chinese ShortS Tories）英文版一书，其中收录了鲁迅、郭沫若、茅盾、巴金、郁达夫、孙席珍、丁玲等中国左翼作家的短篇小说，1936年在伦敦出版，以告诉世界：“中国没有死！读着这些小说，你就会感到中国的脉搏依然在跳动！”该书卷首印着：“献给S.C.L(宋庆龄)，她的坚贞不屈，勇敢忠诚和她的精神的美，是活的中国卓越而辉煌的象征。”该书附录里的《现代中国文学运动》，署名“尼姆·威尔士”（海伦的笔名）。海伦与中共地下党员胡蛮合作的《中国新艺术》发表在《亚细亚》杂志（Asia Magazine）。
1935年夏，斯诺因为被纽约《太阳报》和伦敦《每日先驱报》聘为自由投稿记者，遂辞去了燕大的教席。斯诺夫妇从海淀搬到城里，在盔甲厂胡同13号租了一处属于教会的四合院（今为北京火车站一带）。

海伦·斯诺对燕京大学学生和陕北红军的描述中，有一种颇为显眼的说法：他们都有清教风格。与斯诺夫妇交好且是学运主力的学生中有数人是基督教青年会成员：龚普生是基督教女青年会的成员，后来成为上海基督教女青年会干事，1939年代表中国到阿姆斯特丹参加世界基督教青年大会。张淑义也是基督教女青年会成员，后来成为女青年会全国工业干事。
1937年11月到上海。目睹了八一三事变后上海景象。海伦考虑帮助中国人民在未被日本人侵占的地区建立起某种经济组织，以支持中国的抗日战争，创造性地提出工业合作社（“工合”）思想。“工合”是海伦·斯诺创造的词汇，工合 (美国俚语)现已进入英语词典，意为“大家一起干”、“过分热心”等意。埃德加·斯诺和路易·艾黎称海伦是第一个推动战时救济与合作思想相结合的人。1940年埃德加·斯诺为海伦的专著《中国为民主奠基》香港版写下了这样的前言：“中国各地数以百计的工业合作社，首先是尼姆·威尔斯（海伦的笔名）智力的产物，如果没有她的信念和热情，这个运动是不可能存在的。”在成立“工合”之初，资金极度困难，海伦捐献出了自己的全部积蓄，还为中国的“工合”事业四处奔走，广为宣传，想方设法从世界各地为“工合”筹募了数以万计的资金。1938年4月3日，由11人组成的“中国工业合作社促进委员会”在上海锦江饭店正式成立，海伦和埃德加·斯诺参加了宣传委员会。1938年8月，“中国工业合作协会”在武汉正式成立（“工合”旗帜至今保存在武汉市博物馆)。路易·艾黎任“工合”总干事，海伦·斯诺任副总干事，邀请宋庆龄任名誉主席，“工业合作社”得到了国民政府批准。毛泽东同意在陕北开展“工合”运动，成立了灯具、棉毛纺织、鞋袜被服、化工、医药等合作社。
1938年10月，斯诺夫妇赴香港会见宋庆龄、何香凝，然后去菲律宾为“工合”筹集资金，菲律宾华侨对“工合”运动慷慨捐款。海伦还撰写了一部关于“工合”的专著——《中国为民主奠基》于1940年在香港出版，以争取国际上的支持，传播“工合”思想。1942年，后来的印度总理尼赫鲁亲自作序，将该书在印度再版，并提议将该书作为印度“工合”运动的教科书，指导印度办起了五万多个工业合作社。“工合”还在非洲和拉丁美洲和其他一些国家兴起，在赈灾济难中发挥了重要作用。1940年底回到美国时，“衣服不多，资料和书籍却装了40只箱子”。斯诺夫妇定居在用《西行漫记》的版税在康涅狄格州麦迪逊购买的一所乡间小木屋。随后十年间海伦接受各报采访，传播“工合”思想，邀请名人加盟，成立美国支持中国工合委员会，并担任委员会副主席，至1951年麦卡锡主义压力下该组织解散，该委员会为中国“工合”集资350万美元。海伦自称“花费了生平最为珍贵的10年时光”。1953年后，在极端困难的情况下，海伦依旧为中美关系正常化和中美人民友好事业游说、呼喊、写作。自称“一生中很多时间都用于使中国和西方之间的门保持敞开”“为西方对中国的了解作出了一种富于独创精神的贡献”。
1949年，海伦与丈夫离婚，终身没有再婚，一直保留“斯诺”这个姓氏。海伦在康涅狄格州麦迪逊的小木屋度过了余生，终身无儿无女。
1950年4月20日，海伦给宋庆龄写信，希望宋庆龄能审阅并修改其关于中国妇女历史的新作《解放束缚的双脚》。该书后以《现代中国妇女》为书名在美国出版。这本书中，她以10位接触过的中国女性为代表，着重介绍现代中国妇女运动、领导人和一些妇女代表人物的生平和成就，其中“孙逸仙夫人”一章共40页。
1959年5月5日，海伦来函，再次表示希望宋庆龄写自传。宋庆龄在回信中告以新中国鼓舞人心的景象，并希望海伦能再来中国，亲眼看一看中国所取得的成就。
尼克松访华、中美关系解冻后，海伦两次自费访华。晚年的海伦能靠领取社会救助金和替人查家谱为生。因为没有车，买生活用品都得靠邻居代劳。1972年为访问中国，海伦把20世纪30年代在中国、日本、菲律宾收藏的字画、挂毯、青铜器卖掉，凑够她中国之行的旅费。海伦请首任中华人民共和国常驻联合国代表、老朋友黄华帮助她办理赴中国的手续时，黄华提出中国政府愿意为她提供整个旅行的费用,但海伦坚持由自己出钱。她说：“不论是埃德加，还是我，从不接受任何政府或集团一分钱。如果接受了，我们就失去了读者，我们是独立思考的作者”“我的书主要是写自己在中国的不平常的经历，写自己与众不同的世界观。我写作不是为了赚钱，而是为了表达一个纯正的美国人的思想感情。”1972年12月至1973年2月初，海伦重返中国访问2个月，在北京人民大会堂朱德、邓颖超、康克清、陈翰伯、龚普生、丁雪松等老朋友会见并宴请了海伦。在离开北京到湖南访问前，海伦给毛泽东写信说：“我们感谢您为保持中美人民友谊的自然发展趋势而做的一切。”随信还送去了她的《续西行漫记》中译本和斯诺当年在北平写作《西行漫记》的一张相片。海伦到达长沙后，收到毛泽东和周恩来分别给她的信。毛泽东的信中写：“你的信和你写的《续西行漫记》一书都已收到。信写得很好，我很久以前读过这本书，非常感谢。我祝你在回国途中一路平安。如果你想再次来中国，你将受到欢迎。”周恩来的信中写：“在你这次访问期间，我没有会见你。你离开后，邓颖超同志向我谈起你时，我对此感到抱歉。我希望你下次来时仍能见我。祝你新年快乐，一路平安。”在湖南期间，海伦去了毛泽东的故乡韶山，还在毛泽东1959年重归故里时住过的房间里住了一宿。还到浏阳、文家市等地访问，追寻毛泽东率领秋收起义队伍走上井冈山的足迹。这次访问，海伦收集了丰富的资料, 拍摄了上千张反映新中国人民生活、社会进步的照片。她写出了《重返中国》和《毛泽东的故乡》两本书。1973年2月，海伦返美途经希腊，与中国驻希腊大使馆一等秘书参观帕德嫩神廟。
1978年10月，海伦携好莱坞的三位制片人再度来到中国，陪同摄制组重游了故地西安、延安、保安等，并拍摄了6800英尺的电视纪录片。10月3日，宋庆龄在北京后海北沿的寓所会见了海伦。10月9日，宋庆龄在致友人的信中感慨：“关于她（海伦）在1931年至1940年在中国生活的记录片一旦放映，会引起什么样的轰动，是不难想象的。”。海伦前往“毛主席纪念堂”瞻仰遗容时泣不成声，留言“他是一位真正的伟人。他改变了中国，世界也因此变了样。”邓颖超、康克清在人民大会堂会见了海伦。
1981年和1984年，因创建“工合”为世界和平所作出的贡献，两度获得诺贝尔和平奖提名。
1991年9月20日中国作家协会和中华文学基金会设立“理解与友谊”国际文学奖，海伦成为首批获奖者。由张锲、金坚范专程到麦迪逊镇为海伦颁奖。
1995年末失去独自生活能力，搬入一家护理院。1996年5月病危时中国驻纽约总领事馆派一支小组去探视。海伦又坚持了7个月。1996年在北京和西安分别纪念了斯诺访问陕北苏区六十周年。
1996年6月，中国人民对外友好协会授予海伦·斯诺“人民友好使者”的称号。1996年6月12日中华人民共和国驻纽约总领事梅平与顾品锷副总领事一起为海伦颁奖。
1997年1月海伦离世。1997年5月，在海伦的葬礼上，除家人外，中国老朋友占了多数，其中有专程从中国来的黄华和何礼良夫妇，龚普生大使，当时的中国驻美大使李道豫，中国驻纽约总领事邱胜云等，在《愿你永远平安》的歌声中，送走了海伦。

## 著作
一生写了64部书稿，其中十多部是介绍中国的。
- 《红色中国内幕》以尼姆·威尔斯的笔名于1939年由美国多兰姆书店出版。宁谟·韦尔斯：《续西行漫记》，胡仲持等译，上海：复社，1939年4月版。1979年美国与新中国建交时在美国再版。
- 《红尘：中国共产党人的自传》：1939年上海译社翻译出版题名《西行访问记》，作者署名Nym Wales
- 《中国新女性》
- 《中国现代文学之动向》
- 《中国劳工运动》
- 《延安采访录》
- 《中国为民主而建设》
- 《中国工业合作社之初创》
- 《我在中国的岁月》
- 《重返中国》，由刘炳章、王中一、隋丽君等6人翻译，中国发展出版社1991年版，至1995年已三次印刷，印数总计21000本。
- 《毛泽东的故乡》
- 《七十年代西行漫记》：1978年海伦重访中国的所见所闻撰写成长篇报告文学《一个美国人在中国的经历》，由陕西省外事办公室翻译安危把其中关于中国西北的几个章节翻译出来，1980年由陕西人民出版社以《70年代西行漫记》为书名正式出版发行。

## 纪念
1986年11月，纪念西安事变50周年前夕，陕西省外事办公室翻译安危组织了全国第一次海伦·斯诺学术研讨会，并发表了他的论文《预报西安事变的女记者》，首次披露了1936年10月3日海伦在西安采访张学良将军的细节，阐述了海伦提前两个月预告西安事变的经过，引起史学界的极大关注。
1987年3月，安危在上海斯诺研讨会上发表论文《工合之初》，首次披露了大量鲜为人知的史料，并提出一个新观点：海伦·斯诺是中国工合运动的奠基人之一，“工合”的思想是海伦1937年访问延安后借鉴家乡犹他州摩门教的工业合作实践提出并创立的，而且终生进行推广。
1987年7月，为纪念海伦延安之行50周年和海伦八十寿辰，收有近200件实物、照片和资料的“伟大的女性——海伦·斯诺在中国”展览，在八路军西安办事处纪念馆连续展出了三年。海伦的老朋友、党和国家领导人邓颖超、康克清、黄华发来贺电。多年来该展览先后四次升级。后又在中国多地展出，并在美国展出。2021年12月29日，在中国人民对外友好协会指导下，由湖南省人民对外友好协会、海伦·福斯特·斯诺基金会、江西省人民对外友好协会共同主办的《海伦·福斯特·斯诺纪念图片巡回展(长沙)》在长沙市图书馆二楼启动。展出至2022年2月下旬。此次展出的图片共120余幅，分为10个部分，绝大部分为海伦女士在中国拍摄的实景，展示了她作为中国抗战史的见证者和参与者，在旅居中国十年间为中国抗战胜利所做的独特贡献，具有重要的历史文献价值。
1988年6月，安危在北京大学举办的斯诺国际研讨会上，发表了长篇论文《未被颂扬的伟大女性───〈西行漫记〉与海伦·斯诺》，通过许多史料论证了海伦在《西行漫记》创作中的贡献，比如《西行漫记》中有关朱德生平及延安的章节的原始材料其实是海伦1937年去延安采访得到的，斯诺1936年访问了保安但是没到访过延安（直至1937年1月张学良的东北军才把延安城让给红军），也没见过朱德；《西行漫记》书中的珍贵照片，有十几幅是海伦在延安亲自拍摄的等。
曾任中华人民共和国外交部部长的海伦终身挚友黄华：“历经半个多世纪的沧桑坎坷，海伦对中国人民忠贞不渝、始终如一，这种友谊的确十分珍贵。”
作家、记者、翻译家萧：“没有人像海伦这样，实实在在一辈子献给了中国的事业”。
海伦终身好友、中国人民对外友好协会原副会长陆璀说：“海伦是架设中美人民友谊桥梁的先锋。愿这友谊之桥世世代代延续下去。”
1997年1月海伦逝世，中国国际友人研究会在发去的唁电中称：“她对中国人民深厚的爱，她对中国历史的了解，她为促进我们两国人民之间的了解与友谊所作出的贡献和奉献精神，将永远铭记在人们的心里，在这些方面，她都是早期的架桥人，是后世青年的榜样。她的名字，将载入中美友好的史册，将永远活在我们的心里。”1997年10月14日在北京人民大会堂陕西厅为海伦举行了追思纪念会。海伦的侄女、海伦·斯诺文学托管会的负责人谢莉尔女士与会。90岁高龄双目失明的中国人民解放军开国中将万毅坐轮椅与会。这次参会半个多月后，1997年10月31日万毅逝世。
为了扩大对海伦·斯诺的传播，2001年，陕西省斯诺研究中心联合陕西省新闻工作者协会，设立了践行海伦·斯诺精神的“海伦·斯诺新闻奖”。
从2002年开始，陕西省斯诺研究中心、美国南犹他大学和西安的西北大学共同举办中美两国大学生“海伦·斯诺翻译奖”竞赛。竞赛活动至今已举办了八届，受到中美两国大学生的欢迎。
2007年，中国国际友人研究会和北京大学在北大校园举办了“海伦·斯诺百年诞辰国际学术研讨会”。原全国人大常委会副委员长、原外交部长黄华、美国犹他州州长洪博培为纪念会发来贺信。原联合国副秘书长、中国国际友人研究会金永健，海伦访问陕北苏区时的翻译、燕京大学物理系学生、原轻工业部副部长余建亭，海伦1972年访问中国时的翻译、后任中国社会科学院美国研究所所长资中筠，美国斯诺纪念基金会副会长Nancy Wilson，北京大学副校长张国有致辞。
2009年11月11日，时任锡达城市长、曾任南犹他大学校长15年的谢里特先生主持在城市中心公园入口处的海伦·斯诺雕像落成仪式。
2021年是海伦首次来华90周年，也是埃德加·斯诺首次访问延安85周年。2021年6月21日，由陕西省人民对外友好协会、八路军西安办事处纪念馆、陕西省宋庆龄基金会和陕西省斯诺研究中心联合主办“斯诺图片展”在延安市红星园揭展，展出了埃德加·斯诺和海伦·斯诺的110多幅珍贵图片，其中海伦·斯诺图片96幅。中国人民对外友好协会会长林松添、陕西省副省长魏建锋为展览揭幕，陕西省外事办公室主任、陕西省人民对外友好协会常务副会长姚红娟，延安市委副书记、市长薛占海，海伦·斯诺的侄子埃里克·斯诺等国际友人亲属见证并参观了展览。中国人民对外友好协会副会长李希奎表示，海伦·福斯特·斯诺是中国人民始终不渝的好朋友，是中美人民友谊之桥最早的“架桥人”之一，希望中美各界有识之士能够继承和发扬海伦的精神，争当中美关系新一代的“架桥人”，在两国之间架起更多了解、友谊、合作之桥，推动双边关系实现健康稳定发展。美国驻武汉总领事蓝如瑾说，海伦·福斯特·斯诺在中国撰写的报道和拍摄的照片，包括后来所著的书，对于美国和其他国家想要了解中国的人们都非常重要，“她终其一生促进民间关系，增进跨文明互信，为我们树立了榜样，希望她的榜样作用继续激励和鼓舞中美两国人们实现这些崇高的目标。”2022年初，美国海伦·福斯特·斯诺基金会主席亚当·福斯特致信中国领导人习近平，回顾斯诺女士为美中民间友好所作出的贡献，感谢中国人民在过去一年及此前对海伦的纪念以及对基金会事业的支持，表示将继承斯诺女士促进美中民间友好合作精神，为美中人民交流互动搭建桥梁。亚当·福斯特是海伦的侄孙。2016年，亚当受邀前往陕西省，参加了西北大学“两个斯诺的中国情结”暨“纪念红军长征80周年”国际学术研讨会，会后参观了海伦和埃德加曾经生活过的保安、延安和陕北地方，所到之处受到热烈欢迎。2018年，亚当·福斯特再次访华，出席宝鸡工合纪念馆落成典礼。在西北大学斯诺研究中心主任胡宗锋、安危等人的支持下，2018年在犹他州注册成立了“海伦·福斯特·斯诺基金会”。2022年1月27日，习近平复信亚当·福斯特：
习近平指出，斯诺夫妇积极推动了中国工合运动，为创建山丹培黎学校发挥了重要作用。中国人民铭记包括斯诺夫妇在内的国际友人为中国革命和建设事业作出的贡献，以及对中国共产党和中国人民的真挚情谊。我对海伦·福斯特·斯诺家族多年来为发展中美关系作出的积极贡献予以高度评价。

习近平强调，希望你和基金会继续以斯诺夫妇为榜样，为增进中美两国人民的友谊合作作出新的贡献！
2022年2月28日，在《中美联合公报》发表50周年之际，陕西省斯诺研究中心举办“学习习近平主席复信精神暨陕西省斯诺研究中心成立三十周年座谈会”。2022年3月4日，美国犹他州众议院以71票赞成、0票反对、4票弃权通过了“纪念海伦·福斯特·斯诺生平及成就决议”，决议肯定海伦·斯诺在美中两国的生活，表彰她在中国担任战地记者时所做的工作，纪念她获得的奖项和荣誉以及精神遗产，并将2022年8月定为海伦·斯诺到访中国91周年纪念月。2022年2月28日晚，该决议顺利通过美国犹他州参议院的表决。
2022年3月6日，犹他州议会通过一项法案，支持南犹他大学成立“海伦·福斯特·斯诺文化中心”，并将提供30万美金的资助。2022年10月7日海伦·福斯特·斯诺文化中心正式成立。南犹他大学负责国际合作事务的副总裁斯蒂芬·艾伦表示，该校成立这一中心的目的，是为犹他州民众提供学习中文和中国文化的平台，促进中美民间外交，并创造向中国推广本地文化的机会。中国驻美国大使馆公使井泉说，希望该中心成为学习中文的学校、展示中国文化的博物馆、展开中国研究的权威机构、增进犹他-中国经济发展的纽带和连接中美人民的桥梁。 
舞台剧《架桥者：海伦·斯诺》，以海伦·斯诺的故事为原型，讲述海伦1937年只身前往陕北苏区采访，途径西安时的一段惊心动魄的传奇故事——经周密联络策划，从西安的西京招待所跳窗逃出，摆脱特务盯梢，搭乘八路军西安办事处赴延安的卡车。
独立电影制片人道奇·比林斯利（Dodge Billingsley）应杨百翰大学邀请拍摄制作纪录片《海伦·福斯特·斯诺：见证中国革命》。
杨百翰大学哈罗德·B·李图书馆L·汤姆·佩里特殊馆藏的海伦·福斯特·斯诺生前拍摄的照片、手稿、信件及其他物品最多的地方。
斯坦福大学图书馆胡佛研究所收藏海伦·斯诺在中国的工作笔记五十余册，称为“尼姆·威尔斯档案（Nym Wales Papers）”。